# 阿薩恰河
阿薩恰河是俄羅斯的河流，位於堪察加半島東南部，最終注入白令海，河道全長約78公里，流域面積4,070平方公里，是駝背大馬哈魚的產卵地，河水來自融雪和雨水。